# Alessiroe
Alessiroe (in greco antico: Αλεξιροη?, Alexirhoê) è un personaggio della mitologia greca, madre di  Carmanore.

## Mitologia
Alessiroe fu una delle amanti di Dioniso, il dio del vino, ma ebbe anche altri uomini fra cui Mindone, da cui ebbe il figlio Sagari.
Entrambi i figli avuti da Alessiroe non ebbero vita facile e morirono in giovane età: Sagari si trasformò nell'omonimo fiume in cui era annegato, mentre Carmanore fu ucciso da un cinghiale.

### Fonti
- Plutarco, Dei fiumi 7
- Pseudo-Apollodoro, Libro II – 6,3
- Igino, Astronomia poetica Libro II 14

### Moderna
- Robert Graves, I miti greci, Milano, Longanesi, ISBN 88-304-0923-5.
- Angela Cerinotti, Miti greci e di roma antica, Prato, Giunti, 2005, ISBN 88-09-04194-1.